# Cassiduloida
Ordre
L'ordre des Cassiduloida regroupe plusieurs familles d'oursins dits « irréguliers », appartenant à l'embranchement des échinodermes.

## Morphologie
Les Cassiduloida sont des oursins irréguliers, au corps légèrement ovoïde ; leur bouche est avancée vers un côté, dépourvue de lanterne d'Aristote, leur face aborale est convexe et leur face orale plane.
Chaque plaque ambulacraire porte un podion unique, et on note la présence de phyllodes sur la face orale (zones où les podia sont modifiés en tentacules nutritifs). Ces oursins n'ont pas de lanterne d'Aristote.
Cet ordre semble être apparu au Jurassique inférieur (Toarcien). Ils connurent un grand succès évolutif au Mésozoïque, mais il n'en subsiste plus qu'une poignée d'espèces.

## Liste des familles
Selon World Register of Marine Species (25 octobre 2013) : 
- Super-famille Cassidulina (Philip, 1963b)
  - famille Cassidulidae (L. Agassiz and Desor, 1847) -- 3 genres actuels
- Super-famille Neolampadina (Philip, 1963b)
  - famille Neolampadidae (Lambert, 1918a) -- 4 genres actuels
  - famille Pliolampadidae (Kier, 1962) †

Selon ITIS (14 septembre 2013) :
- famille Cassidulidae (L. Agassiz & Desor, 1847)
- famille Echinolampadidae (Gray, 1851)
- famille Pliolampadidae (Kier, 1962) †

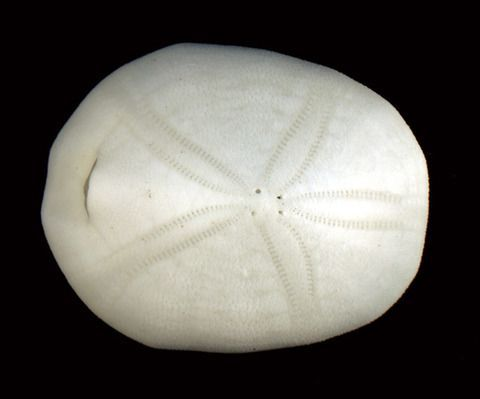
Cassidulus caribaearum (Cassidulidae)
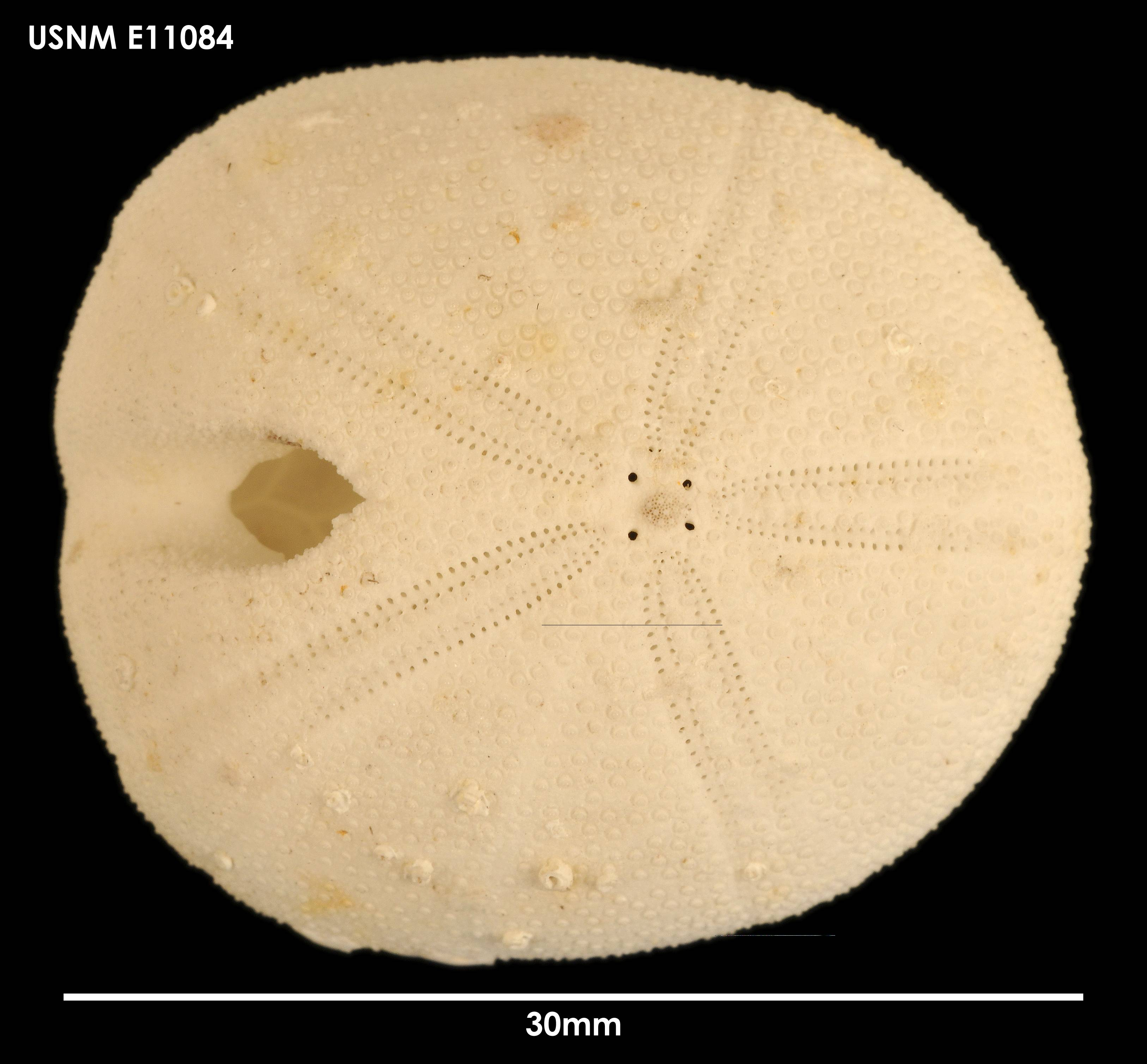
Apatopygus recens (Apatopygidae)